# Samardo Samuels
Samardo Samuels (nascut el 9 de gener de 1989) és un jugador professional de bàsquet jamaicà. És un aler-pivot que va jugar per la Universitat de Louisville, i mesura 2.06 m d'altura.